# Fachoberschule

Bildungsgänge im Bildungssystem der Bundesrepublik Deutschland

Die Fachoberschule (FOS) ist eine Schulform, die in den Ländern der Bundesrepublik Deutschland nach der 12. Klasse mit der Fachhochschulreife und bei Einrichtung einer 13. Klasse mit der fachgebundenen oder allgemeinen Hochschulreife (Abitur) abschließt. Die Fachoberschule ist in berufliche Fachrichtungen ausgerichtet und zählt deswegen zu den berufsbildenden Schulen.
Die (allgemeine) Fachhochschulreife der Fachoberschule berechtigt zur Aufnahme eines Bachelor-Studiums jeder Fachrichtung an einer Fachhochschule bzw. einer Hochschule für angewandte Wissenschaften (HAW), unter Umständen kann ein der Studienrichtung entsprechendes Fachpraktikum verlangt werden sowie abhängig vom Bundesland zur Aufnahme eines Bachelor-Studiums an einer Universität. Der Abschluss zum fachgebundenen oder vollem Abitur an einer Fachoberschule der Klasse 13 berechtigt auch für sämtliche Universitätsstudiengänge.
Das Konzept der Fachoberschule wurde im Jahr 1969 infolge von Studentenprotesten in den 1960er Jahren, die in der 68er-Bewegung gipfelten, außer in  Baden-Württemberg bundesweit neu beschlossen. Dort ist ersatzweise am BKFH die Fachhochschulreife zu erhalten. Alle Länder mit Ausnahme von Bayern, Hamburg und Berlin begannen Anfang des Schuljahres 1969/70. Hamburg und Berlin begannen zu Ostern 1970 und Bayern am 9. September 1970.

## Jahrgangsstufen
Die Fachoberschule besteht in der Regel aus den Jahrgangsstufen 11 und 12.
In den Bundesländern Nordrhein-Westfalen, Hamburg und Bayern (seit dem Schuljahr 2004/2005) sowie in Berlin (seit 2010/2011 in Form eines Pilotprojekts an zwei Schulen) besteht auch eine 13. Jahrgangsstufe der Fachoberschule, die mit der fachgebundenen oder allgemeinen Hochschulreife (Abitur) abschließt.

## Fachrichtungen
Je nach Bundesland werden unterschiedliche Fachrichtungen angeboten. In Baden-Württemberg existiert die Schulform Fachoberschule nicht. Stattdessen werden verschiedene Schulformen des Berufskollegs angeboten, die ebenfalls zur Fachhochschulreife führen, zum Beispiel das Berufskolleg zum Erwerb der Fachhochschulreife (BKFH). Die allgemeine Hochschulreife kann in Baden-Württemberg – neben dem Besuch eines Allgemeinbildenden Gymnasiums – durch den Besuch eines Beruflichen Gymnasiums oder, bei abgeschlossener Berufsausbildung, durch Besuch einer Berufsoberschule erlangt werden.
| Bundesland             | Fachrichtungen |
| ---------------------- | --- |
| Bayern                 | Technik; Wirtschaft und Verwaltung; Sozialwesen; Gestaltung; Agrarwirtschaft, Bio- und Umwelttechnologie. Seit 2013 als Schulversuch an jeweils drei Standorten Internationale Wirtschaft; Gesundheit                                                                                              |
| Berlin                 | Technik (Schwerpunkte: Metall, Elektro, Bau, Holz, Mode und Bekleidung); Wirtschaft und Verwaltung; Sozialpädagogik; Gesundheit; Ernährung und Hauswirtschaft; Gestaltung; Agrarwirtschaft; Naturwissenschaften (Chemie, Biologie und Physik)                                                      |
| Brandenburg            | Wirtschaft und Verwaltung; Technik; Sozialwesen; Gestaltung; Ernährung; Agrarwirtschaft |
| Bremen                 | Technik; Wirtschaft und Verwaltung; Gesundheit und Soziales; Ernährung und Hauswirtschaft; Gestaltung |
| Hamburg                | Technik (Schwerpunkte: Bau, Elektro, Metall, Vermessung, Agrarwirtschaft, Chemie); Wirtschaft und Verwaltung; Sozialpädagogik; Pflege und Gesundheit; Hauswirtschaft; Gestaltung (Schwerpunkte: Bekleidung, Grafik, Raumgestaltung)                                                                |
| Hessen                 | Gestaltung; Gesundheit; Sozialwesen; Technik (Schwerpunkte: Maschinenbau, Elektro, Bau, Chemische/physikalische Technik, Textil und Bekleidung, Informationstechnik); Wirtschaft (Schwerpunkte: Agrar, Ernährung und Hauswirtschaft, Wirtschaft und Verwaltung, Wirtschaftsinformatik)             |
| Mecklenburg-Vorpommern | Wirtschaft; Verwaltung; Metalltechnik; Seefahrt; Elektrotechnik; Bautechnik; Informatik; Gestaltung; Ernährung und Hauswirtschaft; Agrarwirtschaft; Sozialpädagogik |
| Niedersachsen          | Wirtschaft und Verwaltung (Schwerpunkte: Wirtschaft, Verwaltung und Rechtspflege, Informatik); Technik (Schwerpunkte: Informatik; Bau; Elektro; Metall); Gesundheit und Soziales (Schwerpunkte: Gesundheit und Pflege, Sozialpädagogik); Gestaltung; Ernährung und Hauswirtschaft; Agrarwirtschaft |
| Nordrhein-Westfalen    | Agrarwirtschaft, Bio- und Umwelttechnologie; Ernährung und Hauswirtschaft; Gestaltung; Gesundheit und Soziales; Technik (Schwerpunkte: Bau- und Holztechnik, Elektrotechnik, Metalltechnik, Textiltechnik und Bekleidung, Drucktechnik, Physik/Chemie/Biologie); Wirtschaft und Verwaltung         |
| Rheinland-Pfalz        | Technik; Naturwissenschaften; Wirtschaft; Sozialwesen; Ernährung und Hauswirtschaft; Gestaltung; Agrarwirtschaft; Polizei |
| Saarland               | Technik; Ingenieurwesen (Naturwissenschaften und Umwelttechnik); Wirtschaft; Sozialpädagogik; Gestaltung; Tourismus; Ernährung |
| Sachsen                | Technik; Wirtschaft und Verwaltung; Sozialwesen; Gestaltung; Agrarwirtschaft; Polizeivollzugsdienst |
| Sachsen-Anhalt         | Technik (Schwerpunkte: Bau, Elektro, Metall, Informationstechnik, Medien); Wirtschaft (Schwerpunkte: Wirtschaft, Verwaltung und Rechtspflege); Gesundheit und Soziales (Schwerpunkt: Sozialwesen); Gestaltung; Agrarwirtschaft; Polizeivollzugsdienst                                              |
| Schleswig-Holstein     | Technik; Wirtschaft; Ernährung und Hauswirtschaft; Gesundheit und Soziales; Gestaltung; Agrarwirtschaft |
| Thüringen              | Technik (Schwerpunkte: Metall, Elektro, Bau, Medien, Informationstechnik, Allgemein, Optik); Wirtschaft und Verwaltung (Schwerpunkte: Allgemeine Wirtschaft, Hotellerie und Tourismus, Medienwirtschaft); Gesundheit und Soziales; Ernährung und Hauswirtschaft; Gestaltung                        |

## Zugangsvoraussetzungen
Voraussetzung zum Besuch der 11. Jahrgangsstufe der Fachoberschule ist die Mittlere Reife oder ein vergleichbarer Abschluss (M-10-Abschluss; Wirtschaftsabschluss; Realschulabschluss/Fachoberschulreife). Viele Bundesländer fordern einen Notendurchschnitt von mindestens 3,5 in Mathematik, Deutsch und Englisch.
Je nach Bundesland kann die Fachoberschule mit einer fachrichtungsbezogenen abgeschlossenen Berufsausbildung auf ein Jahr (Klasse 12) bis zur Fachhochschulreife bzw. auf zwei Jahre (12. und 13. Klasse in Nordrhein-Westfalen/Bayern) bis zur Hochschulreife verkürzt werden.

## Strukturierung
Die 11. Jahrgangsstufe besteht in der Regel zumindest zur Hälfte aus einem Praktikum. Passend zur Fachrichtung kann dieses Praktikum in betrieblichen oder schulischen Werkstätten oder auch in behördlichen Dienststellen (zum Beispiel Landratsamt, Bundesverwaltung) absolviert werden. Hierbei können die Schüler an betrieblichen Arbeitsplätzen – im Sinne einer Schnupperlehre – eingesetzt werden.
Die 12. Jahrgangsstufe wird (im Gegensatz zum Gymnasium) ausschließlich als Schulunterricht im Klassenverband durchgeführt.
Die Reifeprüfung besteht in der Regel aus einer Prüfung in den Fächern Mathematik, Deutsch, Englisch und dem Unterrichtsschwerpunkt der jeweiligen Fachrichtung.
In einigen Bundesländern kann der Schüler anstelle der vierten Prüfung auch ein entsprechend umfangreiches Projekt realisieren, beispielsweise als schriftliche Projektarbeit mit Präsentation und mündlicher Prüfung (Kolloquium).
Laut Beschluss der KMK können Schüler mit einer abgeschlossenen Berufsausbildung oder „hinreichende einschlägige Berufserfahrung nachweisen“ in das 12. Schulleistungsjahr aufgenommen werden.

## Abschluss
Die 12. Klasse der Fachoberschule wird mit dem Zeugnis der Fachhochschulreife abgeschlossen und berechtigt zum Studium aller Fachrichtungen an einer Fachhochschule (FH), manchmal zu einem Universitätsstudium. Ein mindestens sechswöchiges Praktikum oder eine Berufsausbildung in einem anderen Fachbereich erlaubt es dem Absolventen mit einer Fachhochschulreife ein Studium in einer anderen Fachrichtung einzuschlagen. Manche Fachhochschulen verlangen jedoch nicht unbedingt ein Praktikum, hier genügt der schulische Teil, wie man ihn auch an einem allgemeinbildenden Gymnasium nach Bestehen der Stufe 11(G8) bzw. 12(G9) erhält. Allerdings gibt es die Möglichkeit, nach dem Studium an einer Fachhochschule an eine Universität zu wechseln. In einigen Bundesländern kann dieser Wechsel auch mit dem bestandenen Grundstudium der Fachhochschule erfolgen. In diesem Falle wird zusätzlich eine fachgebundene Hochschulreife erworben. Der Abschluss der Fachhochschulreife nach Klasse 12 der FOS/BOS wird umgangssprachlich auch als Fachabitur bezeichnet.
Der Abschluss der 13. Klasse führt bei einer zweiten Fremdsprache zur allgemeinen Hochschulreife (Abitur), die zum Studium an allen deutschen Hochschulen (Universitäten und Fachhochschulen) berechtigt.
Ohne zweite Fremdsprache (in der Regel Französisch oder Spanisch, seltener Italienisch oder Latein, in Einzelfällen auch andere Sprachen wie Polnisch, Arabisch oder auch Russisch), erhält der Absolvent der FOS 13 die fachgebundene Hochschulreife, die zum Studium an Universitäten ausschließlich in der besuchten Fachrichtung (Technik, Wirtschaft usw.) berechtigt. So befähigt zum Beispiel ein Abschluss der FOS 13 in der Fachrichtung Wirtschaft (ohne zweite Fremdsprache) auch zu einem Lehramtsstudium mit der Fächerverbindung Informatik/Wirtschaftswissenschaften oder einem Universitätsstudium der Volks- und/oder Betriebswirtschaftslehre.

## Situation in den einzelnen Bundesländern
In den Bundesländern Berlin, Bremen, Hamburg, Hessen, Nordrhein-Westfalen, Saarland, Sachsen, Sachsen-Anhalt, Schleswig-Holstein, Mecklenburg-Vorpommern, Niedersachsen und Thüringen existiert auch eine einjährige Form der Fachoberschule, die FOS 11 bzw. – in NRW – 12B. Dabei steht hier das große B für Berufsabsolventen, da die Schülerinnen und Schüler in NRW die Klasse 11 überspringen und in eine speziell für sie eingerichtete Klasse eingeteilt werden. Deswegen kommt es in NRW zu der Situation, dass an vielen Fachoberschulen parallel zwei Klassen der Jahrgangsstufe 12 mit dem Buchstaben „b“ vorzufinden sind, nämlich 12b für die herkömmliche FOS in der zweijährigen Form und 12B für die einjährige Form für Schüler mit Mittlerer Reife und einschlägiger Berufsausbildung. Bei der einjährigen Fachoberschule entfällt das Praktikum, da hier bereits eine abgeschlossene Berufsausbildung vorliegen muss (siehe auch Berufsoberschule). Die FOS in der einjährigen Form führt bereits innerhalb eines Jahres unmittelbar nach bestandener Abschlussprüfung zur allgemeinen Fachhochschulreife.

### Hessen
In Hessen berechtigt die Fachhochschulreife zum Studium in allen Bachelorstudiengängen an Universitäten.
Zudem ist es möglich, durch Zusatzkurse an der Berufsschule während einer Berufsausbildung eine Fachhochschulreife zu erlangen (§10 hessische Berufsschulverordnung).

### Mecklenburg-Vorpommern und Schleswig-Holstein
In beiden Ländern besteht die Möglichkeit, die Fachhochschulreife neben der Berufstätigkeit in einer Abendschule zu erwerben. Auch berufliche Schulen bieten die Möglichkeit, die Fachhochschulreife im Rahmen eines Vollzeitangebotes zu erwerben.

### Niedersachsen
In Niedersachsen kann die Fachhochschulreife neben der Berufstätigkeit in einer Abendschule erworben werden. Auch berufsbildende Schulen bieten die Möglichkeit an, die Fachhochschulreife im Rahmen eines Vollzeitangebotes zu erwerben.

### Nordrhein-Westfalen
Siehe Informationen zu Berufskolleg in Nordrhein-Westfalen.

### Rheinland-Pfalz
In Rheinland-Pfalz wird die Fachoberschule an ausgewählten Standorten der Realschule plus eingerichtet werden.

### Sachsen
In Sachsen besteht für Berechtigte nach dem Bundesvertriebenengesetz die Möglichkeit, die Fachhochschulreife am Cottbuser Kolleg in der Fachrichtung Wirtschaft und Verwaltung zu erlangen.

### Schleswig-Holstein
Im Land Schleswig-Holstein wird ausschließlich die einjährige FOS mit Aufnahmevoraussetzung Mittlerer Schulabschluss und Berufsausbildung  angeboten. Für Schüler ohne Berufsausbildung ersetzen die Berufsfachschulen die Fachoberschuljahre 11 bis 12 und führen zugleich zu einer vollzeitschulischen Berufsausbildung nach Landesrecht.

### Bayern
In Bayern wird die 11. Jahrgangsstufe zur Hälfte in Form „betrieblicher Praktika“ absolviert. Gelegentlich wird das betriebliche Praktikum auch in schulinternen Lehrwerkstätten absolviert.
Außerdem werden in den 9. und 10. Klassen einiger Realschulen Kombikurse zur Orientierung für den Besuch einer Fachoberschule angeboten.
Seit dem Schuljahr 2006/2007 werden analog zur Kollegstufe des Gymnasiums bei den Leistungsfeststellungen Punkte (0 bis 15) statt Noten (1 bis 6) vergeben. Im Zwischen- und Abschlusszeugnis werden neben den erreichten Punkten (0 bis 15) auch die entsprechenden Noten in Buchstaben (sehr gut bis ungenügend) gelistet.

#### 13. Klasse
Im Rahmen eines Schulversuchs im Schuljahr 2004/2005 wurde die 13. Klasse der Fachoberschule an 19 Standorten in allen Regierungsbezirken angeboten. Der Lehrplan entspricht im Wesentlichen dem der 13. Jahrgangsstufe der Berufsoberschule (BOS).
Es wurden nur überdurchschnittliche Absolventen der FOS 12 zugelassen. Der geforderte Mindestnotendurchschnitt („Allgemeine Durchschnittsnote“) im Zeugnis der Fachhochschulreife (nach FOS 12) lag bei 2,5. Bei der Berechnung des Mindestnotendurchschnitts werden auch „Nebenfächer“ (außer Religion, Musik, Sport etc.) miteinbezogen. Bei den Abschlussprüfungsfächern wird die Note zu gleichen Teilen aus Jahresfortgangs- und Abschlussprüfungsnote ermittelt. Die Abschlussprüfungsnote überwog jedoch im Zweifel.
Aufgrund der geringen Nachfrage von Seiten der Schüler nahmen im Schuljahr 2004/2005 nur 14 Schulen an diesem Schulversuch teil. Im Schuljahr 2007/2008 sollte der Schulversuch mit 26 Klassen in allen Fachrichtungen an verschiedenen regionalen Standorten fortgeführt werden. Aus den Beschlüssen des Kultusministeriums in Bayern ging hervor, dass der geforderte Mindestnotendurchschnitt („Allgemeine Durchschnittsnote“) im Zeugnis der Fachhochschulreife im Schuljahr 2007/2008 nach der 12. Jahrgangsstufe 2,8 beträgt. Damit ist es möglich, mit einer allgemeinen Durchschnittsnote von 2,8 in die FOS 13 aufzurücken. Grundlage für die Durchschnittsnote sind alle Pflichtfächer mit Ausnahme von Musik, Kunsterziehung und Sport. Soweit Ende Juli 2007 bekannt, konnten aufgrund der niedrigen Anmeldezahlen nicht alle geplanten 26 Klassen im Schuljahr 2007/2008 eröffnet werden.
Der Schulversuch FOS 13 wurde mit dem Schuljahr 2007/2008 erfolgreich beendet. Mit dem Schuljahr 2008/2009 wurde aus dem Schulversuch in Bayern ein fester Bestandteil des Systems der Fachoberschulen. Seitdem ist die FOS 13 als Regelschule zu betrachten. Ab dem Schuljahr 2016/17 beträgt der geforderte Notenschnitt 3,0.
Zudem werden die Berufsoberschule (BOS) und die Fachoberschule (FOS) seit 2008 unter dem Begriff Berufliche Oberschule Bayern (BOB) zusammengefasst. Sie ist als gleichwertiges Gegenstück zum Gymnasium konzipiert und führt gleichermaßen zur Fachhochschule (FH) wie zur Universität.

### Finanzielle Förderung
Zumindest in Bayern, Niedersachsen gilt, dass Fachoberschüler entsprechend dem Bundesausbildungsförderungsgesetz (BAföG) gefördert werden, wenn die Schule vom Wohnort der Eltern so weit entfernt ist, dass der Schüler nicht bei den Eltern wohnen kann. In Hessen muss die Schule über eine Stunde Fahrtzeit vom Wohnort der Eltern entfernt sein. In Nordrhein-Westfalen besteht – aufgrund eines Gerichtsurteils – die Möglichkeit, in der FOS 13 BAföG zu erhalten, das elternunabhängig gezahlt wird. Hierzu ist üblicherweise ein Antrag bei der entsprechenden Behörde erforderlich. Wird eine vorherige Ausbildung in der Fachoberschulform verlangt, ist allgemein eine elternabhängige Förderung nach dem BAföG bundesweit möglich.